# Операция „Химлер“
Операция „Химлер“ е операция под фалшив флаг извършена от СС и СД. Често е цитирана като първото военно действие от Втората световна война в Европа. Целта е създаване на илюзия за агресия на Полша срещу Нацистка Германия.
Основната акция е Глайвицкият инцидент на 31 август 1939 срещу немската радиостанция. Другите акции включват атаки срещу различни погранични сгради, неточни изстрели срещу местното население, вандализъм и накрая оттегляне, като на мястото се оставят убити затворници облечени в полски униформи. Операцията дава повод на немските власти да нахлуят на следващия ден в Полша. Част от атаките са срещу:
- Немската радиостанция „Sender Gleiwitz“[3]
- Немската митническа станция в Hochlinden (днес част от Рибник)[3][2]
- горската сервизна станция в Pitschen (днес Byczyna, Полша)[2]